# Valeriana philippiana
Valeriana philippiana là một loài thực vật có hoa trong họ Kim ngân. Loài này được Briq. miêu tả khoa học đầu tiên..